# Washburn (hrabstwo Aroostook)
Washburn – jednostka osadnicza w Stanach Zjednoczonych, w stanie Maine, w hrabstwie Aroostook.